# Fusako Shigenobu
Fusako Shigenobu (重信 房子 Shigenobu Fusako?) (Setagaya, 28 de septiembre de 1945) es una revolucionaria e insurgente japonesa, líder y fundadora de la ya disuelta organización guerrillera Ejército Rojo Japonés.

## Biografía

### Infancia en la posguerra
Fusako Shigenobu nació el 28 de septiembre de 1945 en un Japón en ruinas y bajo la tutela de Estados Unidos. Fue la tercera hija de cuatro, dos varones y dos mujeres, en una familia humilde de comerciantes de Tokio. Su infancia en un país humillado por la derrota militar y la ideología fascista reivindicada por su padre, fraguaron su visión política del mundo.
La pobreza de su familia la convirtió en blanco de burlas por parte de sus profesores y compañeros de clase.

### Militancia izquierdista
Tras sus estudios secundarios, fue contratada por la empresa Kikkoman como empleada de oficina. Con el salario que percibía pudo ir a las clases nocturnas de la Universidad Meiji. Implicada desde muy pronto en organizaciones estudiantiles, fue atraída por la ideología comunista y, a principios de los años 1960, se unió a las protestas que se producían en los campus universitarios de Japón en contra de la subida de las tasas. A finales de la misma década, se radicalizó y se incorporó a un movimiento de extrema izquierda partidaria de la lucha armada, la Fracción del Ejército Rojo (FAR).
En marzo de 1970, fue una de los activistas arrestados tras un secuestro de avión de la aerolínea japonesa JAL en una ola de detenciones realizadas por la policía entre diversos grupúsculos comunistas. Interrogada por la policía y después liberada, dejó el empleo que tenía a tiempo parcial y pasó a la clandestinidad. Partidaria de la revolución mundial propugnada por el Che Guevara, asumió la dirección de la rama internacionalista de la FAR, con el respaldo de su principal dirigente, Tsuneo Mori, encargado de la revolución nacional. Ella pasó a estar en busca y captura por todas las policías de Japón y su rostro fue colocado en la entrada de todas las comisarías del archipiélago. A pesar de la intensificación de la presión policial, consiguió entablar contactos con miembros del Frente Popular para la Liberación de Palestina (FPLP).

### Actividades terroristas
En febrero de 1971, se fue de Japón y se instaló en el Líbano, donde fue acogida por George Habash, fundador del FPLP. Fusako Shigenobu atendió a los residentes de los campamentos de refugiados palestinos y asistió a los entrenamientos del FPLP. En un manifiesto, firmado por el Ejército Rojo Japonés (ERJ) y publicado por sus partidarios en Japón en noviembre de 1971, afirmó su asociación con el FPLP y la orientación internacional de su proyecto de revolución. En febrero de 1972, el trágico desenlace del caso Asama-Sansō la dejó como única dirigente del Ejército Rojo Unido (ERU), sucesor entre tanto de la FAR. Las revelaciones públicas de las purgas que se produjeron en el seno del ERU obligó a Shigenobu a reaccionar propulsando a la escena internacional al Ejército Rojo Japonés (ERJ), su nuevo grupo terrorista, que contaría con unos 40 miembros en su apogeo y causaría unas 200 víctimas a lo largo de su periodo de actividad. El 30 de mayo de 1972, el ERJ se dio a conocer en el mundo al cometer un atentado en un aeropuerto de Tel Aviv, en Israel. Este acto terrorista, el primer atentado suicida en Oriente Medio, supuestamente a favor de la causa palestina, causó 26 muertos, incluidos dos de los tres terroristas del ERJ, y desató la indignación en todo el mundo, salvo en algunos países árabes. En Beirut, Samira, alias de Shigenobu, se convirtió en una celebridad conocida como la «reina roja», y atrajo a nuevos reclutas de Japón.
Tras el ataque contra la embajada de Francia en los Países Bajos en 1974, Shigenobu entró a formar parte de la lista de las personas más buscadas por el Departamento Metropolitano de Policía de Japón.
Al principio aliada con los palestinos, y posteriormente, en 1982 con Libia, y a partir de 1988 con Siria, organizó numerosos atentados mortales, tomas de rehenes y secuestros de aviones en todos los continentes.

### Regreso a Japón, detención y encarcelamiento
En 2000, tras casi tres décadas en el seno del movimiento terrorista de Oriente Medio, Fusako Shigenobu regresó clandestinamente a Japón. Fue detenida en Osaka el 8 de noviembre de 2000 cerca del hotel Takatsuki Kyoto donde se alojaba desde julio de ese año bajo un nombre falso. Según la Policía Nacional, los documentos incautados en su habitación de hotel confirman su proyecto de relocalización de su «Partido Revolucionario del Pueblo», fundado clandestinamente en 1991 en Damasco, con el objetivo de desencadenar una revolución en el archipiélago nipón.
En abril de 2001, desde la celda de la prisión, proclamó la disolución del Ejército Rojo Japonés. El 30 de mayo del mismo año, el Ejército Rojo Japonés confirmó su disolución en su anual «Declaración del 30 de Mayo» en conmemoración de la masacre del aeropuerto de Lod de 1972. Sin embargo, aunque lamentó la violencia utilizada para servir sus ideales revolucionarios, Shigenobu no renunció a proseguir su lucha a través de acciones políticas por los cauces legales.
El 23 de febrero de 2006, Shigenobu, inculpada por secuestro e intento de asesinato, fue condenada a 20 años de prisión por la toma de rehenes en la embajada de Francia en La Haya en 1974. La fiscalía del tribunal de Tokio había solicitado cadena perpetua. En julio de 2010, su recurso ante el Tribunal Supremo fue rechazado y su condena a 20 años de prisión fue entonces definitiva.

### Su hija
Shigenobu tuvo una hija, Mei Shigenobu, con un miembro del FPLP. En mayo de 2001, Fusako Shigenobu publicó el libro Decidí darte la vida bajo un manzano, con la idea de que fuera un mensaje para su hija. En una película documental, Children of the revolution, presentada en 2010 en el Festival Internacional de Cine Documental de Ámsterdam, la realizadora irlandesa Shane O'Sullivan traza un retrato de Fusako Shigenobu con la ayuda de archivos documentales y presenta una entrevista a Mei Shigenobu en la que ella evoca su vida clandestina durante 28 años en Oriente Medio junto con su madre, y declara, acerca de esta:

No puedo negar que mi madre estaba considerada como una terrorista en varios países occidentales. Si pudiera difundir la noticia de que había una causa justa en Oriente Medio y Palestina, mostraría que su lucha no era inútil.

## Obras
- 1974: わが愛わが革命.
- 1983: 十年目の眼差から ISBN 4826400667.
- 1984: 大地に耳をつければ日本の音がする　日本共産主義運動の教訓 ISBN 4750584096.
- 1984:  ISBN 4826400829.
- 1985: 資料・中東レポート1（日本赤軍との共編著）.
- 1986: 資料・中東レポート2（日本赤軍との共編著）.
- 2001: りんごの木の下であなたを産もうと決めた ISBN 434400082X.
- 2005: ジャスミンを銃口に　重信房子歌集 ISBN 4344010159.
- 2009: 日本赤軍私史　パレスチナと共に ISBN 978-4309244662.
- 2012: 革命の季節 パレスチナの戦場から ISBN 9784344023147.